# Iris bungei
Iris bungei är en irisväxtart som beskrevs av Carl Maximowicz. Iris bungei ingår i släktet irisar, och familjen irisväxter. Inga underarter finns listade i Catalogue of Life.